# Kamojang
Le Kamojang, appelé en indonésien Kawah Kamojang ("cratère Kamojang"), est une vaste caldeira de plusieurs kilomètres, dans le Sud-Ouest de l'île de Java en Indonésie. Elle se trouve à 7 kilomètres du volcan Guntur.
Son importante activité hydrothermale en fait la première zone de développement de l'industrie géothermique en Indonésie. 
On trouve éparpillés dans la vaste forêt tropicale surplombant la région des fumerolles, des mares de boue et des sources chaudes.